# Mexikó világörökségi helyszínei
Mexikó területéről eddig harmincöt helyszín került fel a világörökségi listára, huszonnégy helyszín a javaslati listán várakozik a felvételre.
| | Mexikóváros történelmi központja és Xochimilco |
| 1987 |                                                |
| Kulturális (II)(III)(IV)(V) |                                                |
| Védett terület: 3 010,86 ha, puffer zóna: 8 264 ha, hivatkozás: 412 |                                                |
| Mexikóvárost az 1325 körül alapított azték főváros Tenocstitlan romjaira építették fel a 16. század első harmadától. A lerombolt azték város legfontosabb épülete a Templo Mayor volt a mai főtér közelében, amit a konkvisztádorok 1521-es érkezéséig feltételezhetően hatszor építettek újjá. A mai város legfontosabb épületei a főtér, a Zócalo körül csoportosulnak. Itt áll a katedrális, Mexikó legnagyobb és Latin-Amerika egyik legnagyobb temploma. A székesegyházon többféle építészeti stílus felismerhető, többek között a reneszánsz és a klasszicizmus is. A Nemzeti Palota jelenleg az államelnök hivatalos rezidenciája, falain Diego Rivera legjelentősebb festményei láthatók amelyek a mexikói történelem fontos eseményeit ábrázolják. A 19-20. századi épületek közül leghíresebb a Palacio de las Bellas Artes, a szépművészeti múzeum. A várostól 28 kilométerre délre fekvő Xochimilco kertjei, csatornái és mesterséges szigetei egy úszó azték város maradványai ahol a 16. századtól emelt épületeket jó állapotban sikerült megőrizni. |                                                |

| | Oaxaca de Juárez történelmi központja és Monte Albán régészeti lelőhelyei |
| 1987 |                                                                           |
| Kulturális (I)(II)(III)(IV) |                                                                           |
| Védett terület: 4 375 ha, puffer zóna: 121 ha, hivatkozás: 415 |                                                                           |
| A világörökségi helyszín három részből áll, hozzá tartozik Monte Albán régészeti lelőhelye, Oaxaca város történelmi központja és Cuilapan falu. Monte Albán egy prehispán szertartási központ volt, az i. e. 6. és az i. sz. 8. század között. Korai lakói olmékok, zapotékok, misztékek voltak. I. sz. 300 és 700 között lakosai száma elérhette az ötvenezret majd 800 körül hanyatlani kezdett. Monte Albán legfontosabb épületei piramisok és templomok, ezen kívül fontos emlékei domborműves kőlapjai, rajtuk nehezen értelmezhető jelenetekkel. Oaxacát a 16. század első harmadában alapították spanyol gyarmatosítók, legfontosabb épületi barokk stílusú székesegyháza és a szintén barokk Santo Domingo-templom. Alaprajza sakktábla mintát követ, ma is álló számos műemlék épülete sikeresen átvészelte a gyakori földrengéseket. A városkép jellegzetességei a műemlék piac, a főtér árkádsorai, és a gazdagon díszített patríciusházak. Cuilapan 10 kilométerre található Oaxacától, azonos nevű kolostorát 1555-ben alapították, de temploma befejezetlen maradt. |                                                                           |

| | Puebla történelmi központja |
| 1987 |                             |
| Kulturális (II)(IV) |                             |
| Védett terület: 690 ha, hivatkozás: 416 |                             |
| Puebla Mexikó negyedik legnagyobb városát a 16. század első harmadában egy korábban lakatlan területen kezdték el felépíteni spanyol hódítók. A település hamarosan fontos kereskedelmi központ lett. 1862-ben Ignacio Zaragoza tábornok itt aratott győzelmet francia csapatok felett, ezután a várost Puebla de Zaragozának nevezték át. A barokk városrész építészetében keverednek az európai és amerikai stíluselemek. Iparának egyik fő terméke a talavera-kerámia volt (színes kerámiacsempe), ami most is sok helyen látható a városban, például a műemlék konyhával rendelkező Santa Rosa-zárdában. Történelmi központjában nagyszabású vallási épületeket emeltek, köztük a Santo Domingo katedrálist és a jezsuita templomot. A központban és közelében összesen mintegy hetven egyházi épület található. Jelentősek a város vagyonos rétegének épített paloták és az érseki palota is. A világörökségi helyszínhez leginkább 19. századi épületek tartoznak, ekkor egy nagyszabású építkezési program során Pueblát újabb magán és középületekkel gazdagították. |                             |

| | Palenque prehispán városa és Nemzeti Parkja |
| 1987 |                                             |
| Kulturális (I)(II)(III)(IV) |                                             |
| Védett terület: 1 772 ha, hivatkozás: 411 |                                             |
| Palenque a klasszikus maja civilizáció egyik legjobb állapotban megmaradt települése. A 6. és 8. század között élte virágkorát, ebből a korból származnak legfontosabb épületei is. Nagyon fejlett várostervezési elvek alapján épült ki, a dombos területen fekvő településen mesterséges teraszokat alakítottak ki így az épületekkel harmonikus egység jött létre. Központi része egy tisztás a palotával amely egy udvar köré csoportosuló különálló épületekből áll. Tizenöt méter magas tornya csillagvizsgáló lehetett. Jelentős épület a piramis alakú Feliratok temploma és a Keresztes templomok csoportja. A Feliratok templomában tárták fel a 20. század közepén Pakal király érintetlen sírját gazdag sírmellékletekkel. Az épületeket a maja mitológiai jeleneteket ábrázoló domborművekkel díszítették. A települést a 10. század vége felé támadás érte, ezután hanyatlani kezdett és elnéptelenedett. Benőtte az őserdő és csak a 18. század végén fedezték fel újra, tervszerű feltárása csak a 20. században kezdődött meg. |                                             |

| | Teotihuacan prehispán városa |
| 1987 |                              |
| Kulturális (I)(II)(III)(IV)(VI) |                              |
| Védett terület: 250 ha, puffer zóna: 3 118,15 ha, hivatkozás: 414 |                              |
| A Mexikóvárostól körülbelül 50 kilométerre fekvő Teotihuacan Mexikó egyik legfontosabb és legrégebbi régészeti lelőhelye. Az 1. és 7. század között kialakult város fő épületei egy központi észak-déli tengely mellett állnak. A hatalmas méretű műemlékek és istentiszteleti helyek a több mint két kilométer hosszú Holtak útja mellett épültek fel, közülük legfontosabbak a Nap 65 méteres és a Hold valamivel kisebb piramisa, a Quetzalcoatl-templom, valamint a Jaguár- a Zacuala, és a Tepantitla-palota. A várostervezésben felhasználták csillagászati ismereteiket is. Több épületet vallási tárgyú falfestmények díszítenek, mitikus állatokat, embereket ábrázolnak. Fénykorában ez lehetett Amerika legnagyobb városa, lakosainak számát 150 000 főre becsülik és feltételezhetően a kiterjedtebb régió legfontosabb kulturális és művészeti központja volt. Gazdaságának alapját valószínűleg az obszidiánfeldolgozás adta. A 8. században hanyatlani kezdett, és a század közepére elnéptelenedett. Később más népcsoportok telepedtek le a területén köztük a spanyol hódításig aztékok is. |                              |

| | Sian Ka’an Bioszféra-rezervátum |
| 1987 |                                 |
| Természeti (VII)(X) |                                 |
| Védett terület: 528 000 ha, hivatkozás: 410 |                                 |
| A Yucatán-félsziget keleti partján fekvő több mint 5 000 négyzetkilométer kiterjedésű bioszféra rezervátum Mexikó legnagyobb természetvédelmi területe. Trópusi és mangrove-erdőkből, lápokból, egy korallszirtből és egy tengersávból áll, ez utóbbi a park egynegyede. Bár a rezervátumban kevés felszíni folyóvíz található, ennek ellenére sokfajta élettér alakult ki, ahol 103 emlősfajt, 339 madárfajt, és egyéb trópusi élőlényt azonosítottak. Az emlősök közül jaguár, puma, ocelot, hosszúfarkú macska, közép-amerikai tapír, bőgőmajom, dolmányos hangyász és karibi manátusz is él a rezervátumban. 52 halfajt azonosítottak, amelyek nagy egyedszámban élnek a környező vizekben, ezen kívül 42 kétéltű- és hüllőfajt is azonosítottak. A tizenhét növényzóna között megtalálható a tűlevelű és esőerdő, a mangrovemocsár, a szavanna, az árterület és a lagúna is. Az itt élő növényfajok számát ezerkétszáz körülire becsülik. A terület szinte teljesen lakatlan, a körülbelül kétezren élnek a rezervátumban főleg Punta Allen és Boca Paila településeken. Jelentős régészeti lelőhely is, eddig 23 helyen tártak fel leleteket az elmúlt 2 300 év történelméből. |                                 |

| | Guanajuato történelmi városa és a szomszédos bányaterület |
| 1988 |                                                           |
| Kulturális (I)(II)(IV)(VI) |                                                           |
| Védett terület: 2 167,5 ha, puffer zóna: ha, hivatkozás: 482 |                                                           |
| Guanajuato Mexikóvárostól körülbelül 400 kilométerre északnyugatra fekszik 2084 méter tengerszint feletti magasságban. Spanyolok alapították a 16. század elején, és 1548-tól kezdett gyorsan fejlődni, amikor jelentős ezüstteléreket fedeztek fel a közelében. A város a 18. század közepére a világ egyik legfontosabb ezüstkitermelő helye lett. Jelentősebb épületei a bányatulajdonosok gazdagságát tükrözik. A település egy kanyargós völgyben fekszik, ezért szerkezete eltér a többi gyarmatvárosétól, elszórtan elhelyezkedő városrészekből áll. A bányák jövedelméből nagyszabású templomokat építettek. Köztük a neoklasszicista Nuestra Senora-bazilikát, a barokk San Diego ferences templomot, valamint a churriguereszk La Campana- és La Vanciana- templomokat. A város neoklasszicista és barokk épületei nagy hatással voltak egész Közép-Mexikó építészetére. A világörökségi helyszínhez tartoznak még a régi bányák, a hozzájuk tartozó infrastruktúra és az úgynevezett Boca del Infiero, egy 600 méter mély bányaakna. |                                                           |

| | Chichén Itzá prehispán városa |
| 1988 |                               |
| Kulturális (I)(II)(III) |                               |
| Hivatkozás: 483 |                               |
| Chichén Itza a maja és tolték civilizáció legfontosabb romterülete a Yucatán-félszigeten. A települését a feltételezések szerint 450 körül alapíthatták két természetes víznyelő üreg, cenote közelében. Az Apácakolostor, a Táblák temploma és a Szarvasbika temploma fantázianevű építményeket a 6. és a 10. század között emelték. A 10. században a toltékok dél felé vándorolva elfoglalták a területet, közte Cichén Itzát is, ami addigra már elhagytak korábbi lakói. Ekkor kezdődött a város második, mintegy 250 évig tartó virágkora. Ekkor épült a Caracol („csillagvizsgáló”), a lépcsős piramis (Castillo), a Harcosok temploma és a Jaguár-templom. Ezek egy jellegzetes maja-tolték stílusban épültek, amely a régi épültekből a falak és boltozatok kőfaragásait vette át, majd tolték stílusú szobrokkal és faragványokkal díszítette. A 13. századtól nincs nyoma komolyabb építkezésnek és a város a 15. századtól gyors hanyatlásnak indult. |                               |

| | Morelia történelmi központja |
| 1991 |                              |
| Kulturális (II)(IV)(VI) |                              |
| Védett terület: 390 ha, hivatkozás: 585 |                              |
| A korábban Valladolid néven ismert település történelmi központja az egyik legjobb állapotban fennmaradt ilyen jellegű gyarmati városrész Amerikában, több mint kétszáz műemlék épülettel, köztük 21 templommal. Az Új-Spanyolország alkirálya által 1541-ben alapított város gyors fejlődének indult. Várostervezése során a spanyol reneszánsz építészetet vették alapul, amelyet ötvöztek a helyi stíluselemekkel. Hasonló rózsaszín árnyalatú házai egyedülálló hangulatot kölcsönöznek történelmi városrészének. Első templomát a reneszánsz stílusú Szent Ferenc-templomot 1546-ban szentelték fel. A főtéren álló barokk, kéttornyos, fehér kupolás székesegyházat 1660 és 1744 között építették fel, oltárfala churriguereszk stílusú. A város 1580-ban püspökség lett és egyetemi várossá vált. Bár sok nemesi család is letelepedett itt, lakóinak többsége továbbra is indián származású volt. A 19. században Valladolid fontos szerepet játszott a függetlenségi harcokban, a küzdelem egyik vezéralakja José María Morelos volt. Az ő tiszteletére változtatták meg 1828-ban a település nevét Moreliára. |                              |

| | El Tajín, pre-hispán város |
| 1992 |                            |
| Kulturális (III)(IV) |                            |
| Védett terület: 240 ha, hivatkozás: 631 |                            |
| El Tajín városát már évszázadokkal korábban is lakták, de igazán i. sz. 800 és 1200 között tett szert nagyobb jelentőségre amikor Teotihuacan bukása után az északkeleti országrész legfontosabb központjává vált. Ekkor befolyása feltételezhetően az egész Mexikói-öböl térségére kiterjedt, viszont 1200 után nem sokkal elnéptelenedett. A feltételezések szerint a település a totonákok egyik vallási központja volt. A világörökségi helyszín művészileg, építészetileg és történelmileg is jelentős romterület, fennmaradt elemei három fő csoportba oszthatók, ezek Tajín, Tajín Chico és az Oszlopok csarnoka. Egyedülálló építészeti megoldásait domborművekkel, oszlopokkal és más díszítőelemekkel egészítették ki. Mindhárom épületcsoportot egy négyszög alakú tér köré szervezték, a tereket piramisok szegélyezik. A piramisok közül legismertebb a Fülkés piramis, tetején egy templommal. Fülkéinek száma 365, ami csillagászati ismereteikre utal. A piramis a prehispán mezoamerikai építészet egyik remekműve. A romterület legnagyobb épülete a 45 méter magas, faragványokkal díszített Oszlopok csarnoka. |                            |

| | Zacatecas történelmi központja |
| 1993 |                                |
| Kulturális (II)(IV) |                                |
| Védett terület: 207,72 ha, puffer zóna: 109,15 ha, hivatkozás: 676 |                                |
| A Rio de la Plata völgyében 1546-ban alapított spanyol gyarmatváros fejlődését a közelében lévő ezüstbányának köszönhette. Nagyszabású épületei az ezüstbányászatból és kereskedelemből felhalmozott gazdagságról tanúskodnak. Fénykorát a 16. és a 17. században élte, ekkor fontos kereskedelmi központ volt a környéken kialakult nagybirtok rendszerrel és kiterjedt hittérítő tevékenységgel Texastól Kaliforniáig. A meredek lejtőkre épített város templomai és kolostorai a barokk latin-amerikai változatában a churriguereszk stílusban épültek. Meghatározó épülete az 1730 és 1760 között emelt díszes homlokzattal ellátott székesegyház. Jelentős egyházi épülete az egyszerűbb homlokzatú Santo Domingo jezsuita templom is díszes kollégiumával a jelenlegi szépművészeti múzeummal. Művészettörténetileg figyelemre méltó kolostorai a San Agustin, a San Francisco és a San Juan de Dios kolostorok. Fontosabb 18-19. századi épületei a nagy vízvezeték, a színház, a kormányzói palota és a piac vasszerkezete. |                                |

| | A Sierra de San Francisco sziklarajzai |
| 1993 |                                        |
| Kulturális (I)(III) |                                        |
| Védett terület: 182 600 ha, hivatkozás: 714 |                                        |
| A Baja California félsziget középső részén nehezen megközelíthető barlangokban a a 18. század végén i. e. 100 és i. sz. 1300 között készített sziklarajzokat fedeztek fel. Ez a világ egyik legjelentősebb sziklarajz gyűjteménye, és egy rég eltűnt, jelentős, fejlett kultúrájú prehispán népről tanúskodik. A mintegy négyszáz lelőhelyen nyilvántartásba vett ábrázolások a száraz klíma és elszigeteltségük miatt rendkívül jó állapotban vannak. A nagyméretű, élénk színű rajzok kifinomult technikával készültek, körvonal technikát és árnyékolást is alkalmaztak rajtuk. A képeken leggyakrabban a vörös és a barna színárnyalatokat alkalmazták. A vulkanikus eredetű sziklaalapokon főleg ember és állatalakokat jelenítettek meg, és bemutatták rajtuk az ember és környezetük kapcsolatát. Az állatábrázolások között bálnák is előfordulnak, ez azzal magyarázható, hogy viszonylag közel van hozzájuk az a csendes-óceáni öböl, ami a bálnák egyik kedvelt szaporodási helye. A képek közé keveredve előfordulnak absztrakt motívumok is. |                                        |

| | El Vizcaíno bálnavédelmi körzete |
| 1993 |                                  |
| Természeti (X) |                                  |
| Védett terület: 369 631 ha, hivatkozás: 554 |                                  |
| A Mexikó Baja California tagállamában lévő Ojo de Liebre és San Ignacio-lagunák védett vizei szürke bálnák, kék bálnák, púposbálnák, borjúfókák, kaliforniai oroszlánfókák, északi elefántfókák telelő-, párzó- és szaporodóhelyei. A szürkebálnák körülbelül 8000 kilométert tesznek meg nyári, Bering-tengeri tartózkodási helyüktől idáig. A becslések szerint minden második szürkebálna Baja California vizeiben születik. A világ hét tengeri teknősfajából öt megtalálható a rezervátum területén. Az egyedülálló tengeri élőhelyhez hozzátartozik a lagunák számos öble, sós vízi tava, valamint bozótosok, homokdűnék és nagy kiterjedésű mangroveerdők. A változatos élővilágú, veszélyeztetett állatoknak is otthont adó rezervátum különféle madarak élőhelye is, köztük a halászsasé és a vándorsólyomé. A félszigeten jelentős régészeti lelőhelyek is találhatók, az ásatások során sziklarajzokat, településmaradványokat és a gyarmatosítás korai időszakára datálható leleteket tártak fel. |                                  |

| | A korai 16. századi kolostorok a Popocatépetl lejtőin |
| 1994, kiterjesztés: 2021 |                                                       |
| Kulturális (II)(IV) |                                                       |
| Védett terület: 24,38 ha, puffer zóna: 32,96 ha, hivatkozás: 702 |                                                       |
| A Puebla közelében emelkedő ma is aktív Popocatépetl vulkán lejtőin tizennégy, a 16. században alapított kolostor tartozik a világörökségi helyszínhez, Atlatlahucan, Cuernavaca, San Andrés Hueyapan, Oaxtepec, Ocuituco, Tepoztlán, Tetela del Volcán, Tlayacapan, Totolapan, Yecapixtla, Zacualpan de Amilpas, San Andrés Calpan, Huejotzingo, Tochimilco kolostorai. 2021-ben a helyszínt kiterjesztették a tlaxcalai székesegyházra és ferences kolostorra is. Az épületek a környéken folytatott ferences-, Domonkos- és Ágoston-rendi missziós tevékenység korai emlékei. Szerkezetük hasonlít egymáshoz, a nagyméretű egyhajós templomokhoz tartozó földszinti átriumot fallal vették körül, négy sarkában kápolnákat alakítottak ki. A hozzájuk tartozó kolostorépülettel együtt egy udvart fogtak körül. A korai hittérítők által alkalmazott új építészeti elem, hogy nagy figyelmet fordítottak a nyílt terekre. Az itteni kolostorok (többek között Cuernavaca 1525-ben felszentelt kolostora) voltak sok kisebb misszió modelljei. A 16. század végére a térségben alapított egyházi épületegyüttesek száma elérte a háromszázat, közülük később sokat plébániának alakítottak át. |                                                       |

| | A Querétaro körzet történelmi műemlékei |
| 1996 |                                         |
| Kulturális (II)(IV) |                                         |
| Védett terület: 258,3 ha, puffer zóna: 141,67 ha, hivatkozás: 792 |                                         |
| Querétaro városában különleges módon egymás mellett található a spanyol gyarmatosítók által kiépített sakktáblaszerű utcahálózat és az indián negyedek szabálytalan sikátorai. Lakóik békében éltek egymás mellett. A világörökségi helyszínhez kétszáz háztömb tartozik körülbelül ezernégyszáz történelmi épülettel. A település fontos történelmi eseményekhez is köthető, itt írták alá a békeszerződést az Amerikai Egyesült Államokkal, itt raboskodott I. Miksa császár és itt írták alá a nemzeti alkotmányt is. Városközpontjában több 17-19. századi gyarmati építmény található, a katolikus egyház és a szerzetesrendek befolyását tükröző egyházi épületek és barokk paloták. A San Francisco-templom a 17. században épült, jelenleg múzeumként üzemel. A Convento de la Cruiz-templom, valamint a Santa Rosa és Santa Clara zárdák jelentős barokk épületegyüttesek. A település közigazgatási központja a Plaza Armas tér köré épült ki, és itt találhatók a legbefolyásosabb polgárok rezidenciái is. Az épületeken kívül jelentős mérnöki alkotás a városon kívüli több mint fél kilométeres vízvezeték. |                                         |

| | Uxmal pre-hispán városa |
| 1996 |                         |
| Kulturális (I)(II)(III) |                         |
| Védett terület: 2 059,8 ha, puffer zóna: 3 758,64 ha, hivatkozás: 791 |                         |
| A Yucatán-félszigeten található települést maják alapították. Már a preklasszikus időben is lakott volt, de csak a maja civilizáció késői klasszikus korában kb. i. sz. 800 és i. sz. 1000 között élte virágkorát. Épületei sok helyiségből állnak, általában téglalap alakúak és egy központi udvar köré szerveződtek. Tetejüket gyakran álboltozatokkal zárták le, és sokszor alkalmaztak négyszögletes fejezetekben végződő oszlopokat. A helyszínen számos sztélét is feltártak, de ezek feliratai sajnos nem szolgálnak történelmi adatokkal. Legfontosabb épületei közé tartozik az Apácazárda néven ismert épületegyüttes, amely egy négyszögletes udvart fog körül, körülötte számos cellaszerű helyiséggel. Uxmal egyedülálló építészeti emléke a Varázsló piramisa egy több egymásra helyezett tömbből kialakított piramis, tetején egy szentéllyel. Jelentős épület a Kormányzó palotája, az ún. Galambdúc (nevét európai galambdúcokra emlékeztető áttört oromdíszéről kapta), piramisegyüttesek, és egy labdajátéktér is, valamint a Temető csoport domborművei, amelyeken koponya és keresztbe tett lábszárcsontok láthatók. |                         |

| | Hospicio Cabañas, Guadalajara |
| 1997 |                               |
| Kulturális (I)(II)(III)(IV) |                               |
| Védett terület: 2,34 ha, puffer zóna: 29,63 ha, hivatkozás: 815 |                               |
| A Hospicio Cabanas egy szeretetotthon Nyugat-Mexikóban, Jalisco szövetségi állam fővárosában, Guadalajarában. A maga korában egyedülálló létesítményt a 19. század elején építették Juan Ruiz de Cabanas utasítására, hogy menedéket nyújtson a szükséget szenvedőknek. A lakók között voltak árvák, aggok, betegek és fogyatékosok is. A Manuel Tolsa tervei alapján épült négyszög alaprajzú szeretetotthon fókuszpontja a kápolna amelyet José Clemente Orozco falfestményeivel díszítettek. A képek az ország történelmének eseményeit ábrázolják és egyike a mexikói festőművészet legkiemelkedőbb alkotásainak. A kupolában látható „Tűzből jött ember” című allegorikus kép a festő művészetének csúcspontja. A neoklasszikus stílusú otthonban a kápolnán és a konyhán kívül minden épületrész egyszintes, már a tervezéskor alkalmazkodtak az itt élő betegek és mozgássérültek igényeihez. A belső udvarokat hosszú folyosókkal kötötték össze, a legtöbbjükhöz legalább két oldalon árkádok csatlakoznak. |                               |

| | Paquimé régészeti lelőhelyei, Casas Grandes |
| 1998 |                                             |
| Kulturális (III)(IV) |                                             |
| Védett terület: 146,72 ha, hivatkozás: 560 |                                             |
| Az Észak-Mexikóban a Sierra Madre nyugati hegyvonulatában, Chihuahua szövetségi államban fekvő régészeti lelőhely hatvan hektáron terül el, és a becslések szerint kétezer elemből, udvarokból, műhelyekből, raktárakból, lakóterületekből stb. áll. A település a 14-15. század között élte virágkorát, majd nem sokkal a spanyol hódítás előtt ismeretlen okból elhagyták lakói. A feltárt leletek arra utalnak, hogy az itt élők szoros kapcsolatban álltak észak-mexikói és délnyugat-egyesült államokbeli kultúrákkal. A település lakói tökéletesen alkalmazkodtak a helyi terephez és klimatikus viszonyokhoz, legfőbb építőanyaguk az agyag volt. Paquimé építészetén erőteljes tolték hatás ismerhető fel. A város egyes részei jól elkülöníthetőek, felismerhetőek egzotikus áruknak épített tárolóhelyiségek, nagyméretű termek maradványai, egy komplett vízelosztó rendszer részei és mesterségesen kialakított platók. A város legnagyobb kiterjedése idején lakosainak száma tízezer fő körül lehetett, a spanyol hódítók már üresen találták, hanyatlásának oka máig ismeretlen. |                                             |

| | Tlacotalpan történelmi műemlékegyüttese |
| 1998 |                                         |
| Kulturális (II)(IV) |                                         |
| Védett terület: 75 ha, puffer zóna: 320 ha, hivatkozás: 862 |                                         |
| A Mexikói-öböl partján álló folyami kikötővárost Tlacotalpant a spanyol hódítók alapították a 16. század közepén. A környék már sokkal korábban lakott volt, i. sz. 900 és 1200 között totonákok éltek itt, később olmék fennhatóság alá került, majd legvégül aztékok foglalták el. A tervszerűen kialakított, szabályos utcákkal tagolt várost a 16. századtól a spanyolok szisztematikusan bővítették, de komolyabban csak 1821 után kezdett fejlődni mikortól kereskedelmi elosztó központtá vált Oaxaca és Puebla valamint Havanna, New Orleans és Bordeaux között. Hajóflottáján többek között dohányt, gyapotot, gabonát, cukrot, sózott húst, bútorokat és szappant szállítottak. Korábbi épületeinek egy részét tűzvészek pusztították el. Nagyrészt sikerült megőriznie eredeti városképét. Történelmi központja alacsony épületeivel és a magánépületek pasztellszíneivel kisvárosi hangulatot áraszt, közterein, az udvarokban sok a zöldterület. Városházája a 19. század közepén épült, széles útjai mentén különböző színű oszlopsoros házak állnak. |                                         |

| | Xochicalco régészeti műemlékei |
| 1999 |                                |
| Kulturális (III)(IV) |                                |
| Védett terület: 707,65 ha, hivatkozás: 939 |                                |
| A Cuernavaca közelében található, legnagyobb befolyását a klasszikus kor egy részében (i. sz. 650 – 900 között) elérő település az ország déli és középső részének egyik legfontosabb központja volt. A lelőhelyen felismerhetőek más kultúrák hatásai, fejlődését korábbi központok - Teotihuacan, Monte Albán, Palenque és Tikal – bukása utáni átrendeződés tette lehetővé. A város több dombon épült fel, tervezői magas szintű mérnöki ismeretekkel rendelkeztek. A legfelső szinten terült el a város központja egy központi térrel és mellette álló piramisokkal és középületekkel. A helyszínen ezen kívül sztéléket labdajáték tereket és oltárokat is feltártak ez utóbbiak a naptárrendszerhez kapcsolódhattak. A szinteket lépcsőkből, teraszokból, rámpákból álló bonyolult rendszerrel kötötték össze, és masszív tartófalakat is emeltek. A kiterjedt település nyomait hat másik alacsonyabb dombon is megtalálták. Xochicalco a 10. században elnéptelenedett és később más népcsoportok sem telepedtek meg a területén. |                                |

| | San Francisco de Campeche erődített történelmi városa |
| 1999 |                                                       |
| Kulturális (II)(IV) |                                                       |
| Védett terület: 181 ha, hivatkozás: 895 |                                                       |
| A Yucatán-félszigeten fekvő Campeche barokk gyarmati kikötővárosát és fontos támaszpontját spanyolok alapították 1540-ben. Történelmi városközpontjában körülbelül ezer épület található. Jó állapotban megmaradt védelmi rendszere, négy bástyával megerősített 2,5 kilométer hosszú 1668 és 1704 között épített hatalmas városfala hatszögletű területet zár be. A védelmi rendszer a 17. és 18. század katonai építészetének egyik jelentős alkotása, az erődökben és bástyákban jelenleg múzeumok működnek. A falakon belül a városmag egy negyede található, a többi része a tengerpart mellett áll. Campeche közponja a tengerre néző Plaza Mayor körülötte egyházi és kormányzati épületekkel. A város alaprajza sakktábla alakú, tudatos tervezés eredménye. Legfontosabb épületei a Szeplőtelen Fogantatás-katedrális, a városi színház, a levéltár és a Szent Ferenc-templom. A település a 19. században textilfesték kivitelének hasznából újabb fejlődésnek indult, ebből a korból származik városi palotáinak egy része. |                                                       |

| | Calakmul ősi maja városa, Campeche |
| 2002, kiterjesztés: 2014 |                                    |
| Vegyes (I)(II)(III)(IV)(IX)(X) |                                    |
| Védett terület: 331 397 ha, puffer zóna: 391 788 ha, hivatkozás: 1061 |                                    |
| Calakmul a Yucatán-félszigeten a guatemalai és belizei határ közelében az 1989-ben alapított Calakmul Bioszféra rezervátumban trópusi esőerdei környezetben található. Az ősi maja város az ország egyik legnagyobb védett területén áll. Jó állapotban fennmaradt épületromjai a maja építészet és városi fejlődés eredményei és körülbelül ezerkétszáz év emberi jelenlétről tanúskodnak. Településszerkezete a klasszikus korra jellemző. Jellegzetes épületei a több mint ötven méter magas lépcsős piramis, valamint más piramis alakú templomok. A templomok és középületek között tágas tereket alakítottak ki. A fejlett település bonyolult utcahálózattal összekötött legalább ötezer épületből állt. Calakmul legfontosabb leletei az a 120 sztélé amelyek azon kívül, hogy komoly művészeti értéket képviselnek rendkívül fontosak a maja kultúra és történelem kutatásában is. A szobrokkal és domborművekkel díszített sztéléken összetett ábrázolások láthatók és hieroglifák, egyes esetekben pontos dátumok is olvashatók rajtuk. Calakmul a 10. században hanyatlani kezdett és elnéptelenedett, ezután majdnem ezer évig ismeretlen volt. |                                    |

| | Sierra Gorda és Querétaro ferencesrendi missziói |
| 2003 |                                                  |
| Kulturális (II)(III) |                                                  |
| Védett terület: 103,7 ha, hivatkozás: 1079 |                                                  |
| A helyszínhez öt a 18. században alapított misszió tartozik Mexikóvárostól északra amelyek a keresztény hittérítés utolsó időszakában épültek és nagy hatást gyakoroltak későbbi kaliforniai, arizonai és texasi térítésekre. A missziók szerkezete ugyanazt a sémát követi, az átriumból nyílik egy felszentelt ajtó, ezután egy nyílt kápolna következik majd a körmeneti kápolnák és végül maga a kolostor. Az épületek feltűnő elemei a templomhomlokzatok, amelyek a ferencesek és a helyi lakosok közös elképzelései alapján készültek és a két kultúra egybeolvadásáról tanúskodnak. Jellemző díszítőelemei képzeletbeli figurák, angyalalakok, bibliai jelenetek, helyi hagyományokat tükröző motívumok és növényi minták. A ferencesek sikeres hittérítő tevékenységet folytattak, a helyszínhez tartozó Santiago de Jalpan, Santa María del Agua de Landa, San Francisco del Valle de Tilaco, Nuestra Señora de la Luz de Tancoyol és San Miguel de Conca missziók mindössze néhány év alatt felépültek. A körülöttük lévő földművelő települések máig megőrizték helyi jellegüket. |                                                  |

| | Luis Barragán-ház és -műterem |
| 2004 |                               |
| Kulturális (I)(II) |                               |
| Védett terület: 0,11 ha, puffer zóna: 22,94 ha, hivatkozás: 1136 |                               |
| Az 1902-ben született Luis Barragán a 20. század egyik legkiemelkedőbb építésze volt. Házát és egyben stúdióját Mexikóváros kertvárosi részében építette fel. Munkásságára legfőképpen Észak-Afrika építészete, Mexikó népi hagyományai és az amerikai minimalizmus hatottak. Az 1948-ban épült ház egy háromszintes 1161 négyzetméteres betonépület egy kis kerttel körbevéve. Eredetileg megrendelésre építette, de megtartotta magának és 1988-ban bekövetkezett haláláig itt élt és dolgozott. Az épületre, ami legismertebb alkotásai közé tartozik a világos színek jellemzőek valamint a kifinomult fény- és árnyékhatások és a helyiségek szokatlan elrendezése. Stílusára alapvető geometriai formák jellemzőek és kialakításukhoz természetes eredetű alkotóelemeket is felhasznált. Barragán önmagát elsősorban tájépítésznek tartotta, stílusa főleg kortárs kertek, közterek tervezésére volt nagy hatással. |                               |

| | A Kaliforniai-öböl szigetei és védett területei |
| 2005, kisebb módosítás: 2007, 2011 |                                                 |
| Veszélyeztetett világörökségi helyszínek listájára került: 2019 |                                                 |
| Természeti (VII)(IX)(X) |                                                 |
| Védett terület: 688 558 ha, puffer zóna: 1 213 477 ha, hivatkozás: 1182 |                                                 |
| Az északnyugat-mexikói helyszín 244 szigetet, sziklaszirtet és partszakaszt foglal magába melyek összterülete körülbelül 18 000 négyzetkilométer, a fennmaradó része tengerfelszín. Összességében kilenc természetvédelmi területből, nemzeti parkból és bioszféra rezervátumból áll. Az öblöt és szigeteit az evolúció egyik természetes laboratóriumának tartják. A tájat erősen tagolt szigetek, magas sziklák és homokos partok jellemzik, gazdag növény és állatvilága mellett tudományos értékét főleg az adja, hogy majdnem minden jelentős oceanográfiai jelenség tanulmányozható a területen. A védett övezetekben eddig 695 edényes növényfajt azonosítottak, és kivételesen magas a halfajok száma is, 891, amelyek közül kilencven endemikus faj. A tengeri emlősfajok 39%-át és a bálnafélék egyharmadát is megfigyelték már az öbölben. Az itt dokumentált madárfajok száma kétszáz, ezek húsz rendhez tartoznak. Az emlősöket harminc faj képviseli, valamint a tengeri teknősök hét fajából öt megtalálható itt. A tengeri élet sokfélesége és tiszta vize miatt az öböl népszerű búvárhely is. A területen az illegális halászat miatt lecsökkent a kaliforniai disznódelfinek egyedszáma, ezért a helyszín felkerült a veszélyeztetett világörökségi helyszínek listájára. |                                                 |

| | Agave tájegység és Tequila ipari műemlékei |
| 2006 |                                            |
| Kulturális (II)(IV)(V)(VI) |                                            |
| Védett terület: 35 018,8 ha, puffer zóna: 51 261,3 ha, hivatkozás: 1209 |                                            |
| A helyszín a Tequila vulkán és a Rio Grande völgyének 35 019 hektárnyi területét foglalja magába, melyet kék agávé mezők borítanak. Az agávét kétezer éve erjesztett italok előállításához használják, a 16. századtól ez lett a Tequila nevű desztillált likőr. A mexikói kultúra részeként Tequila, El Arenal, Magdalena, Amatitan és Teuchitlán városai nagy tequila termelési létesítményekkel és tabernákkal (a koloniális időben illegális tequila-készítési és tárolási eszközökkel) rendelkeznek. A desztilláló-berendezések mutatják, hogy milyen jelentőséget szerzett az iparág. A térségben számos lepárlóval rendelkező neoklasszikus és barokk hacienda található. A 200-900 közti Teuchtitlán kultúra volt az első, mely mezőgazdaságilag átalakította a tájat halmok, templomok és házak révén. |                                            |

| | A Mexikói Autonóm Nemzeti Egyetem egyetemvárosának központja |
| 2007 |                                                              |
| Kulturális (I)(II)(IV) |                                                              |
| Védett terület: 176,5 ha, puffer zóna: 1 254,5 ha, hivatkozás: 1250 |                                                              |
| Az egyetemváros épületcsoportját 1949 és 1952 között hatvan építész, mérnök és képzőművész összehangolt munkájával hozták létre Mario Pani és Enrique del Moral tervei alapján Mexikóváros akkor még félreeső területén. Az 1551-ben alapított egyetem (Mexikó legrégebbi egyeteme) korábban a városközpont környékén szétszórt épületekből állt. Már az 1930-as években elhatározták, hogy egy helyre vonják össze őket, de a megvalósításra csak később került sor. A jelenlegi egyetemváros az épületek mellett sportlétesítményekből, szabadidős terekből, sétányokból stb. áll és egyike Latin-Amerika legjelentősebb modernista épületcsoportjainak. Felfedezhetők rajta a helyi prehispán hagyományok motívumkincse és hagyományos építőanyagok is, ezzel együtt az univerzális társadalmi és kulturális értékek megtestesítője. Leghíresebb épülete a központi könyvtár, melynek mind a négy falát kerámiafreskók borítják rajtuk Mexikó történelmét és kultúráját ábrázoló jelenetekkel. Az egyetem a építészetét, műalkotásait, kialakítását tekintve a 20. századi modernizmus egyik legfontosabb alkotása. |                                                              |

| | Mariposa Monarca Bioszféra-rezervátum |
| 2008 |                                       |
| Természeti (VII) |                                       |
| Védett terület: 13 551 552 ha, puffer zóna: 42 707,49 ha, hivatkozás: 1290 |                                       |
| A háromezer méter tengerszint feletti magasságban található hegyvidéki erdőséget azért nyilvánították bioszféra rezervátummá, hogy megóvják a királylepkék telelőhelyét az emberi megtelepedéstől és a fakitermeléstől. A mexikói felföldek mérsékelt éghajlata kedvező a lepkék számára. Tizennégy menedékhelyre érkezik vissza körülbelül egymilliárd királylepke északi költőhelyekről, ebből nyolc a rezervátum területén található. Itt telel át a királylepkék nyugati populációjának hetven százaléka. A telet egyfajta felfüggesztett élettevékenységgel vészelik át, fürtökben lógnak a fákon sokszor olyan egyedszámban, hogy az ágak meghajlanak a súlyuk alatt. Különös természeti jelenség amikor nagy tömegben egyszerre szállnak fel. Tavasszal visszaindulnak észak felé és olyan távoli helyekre is eljutnak mint az Egyesült Államok és Kanada keleti része. Utazásuk nyolc hónapig is eltarthat, a hosszú út során több generációjuk születik és pusztul el, Mexikóba csak a negyedik generáció tér vissza. |                                       |

| | San Miguel de Allende városa és az Atotonilcói Názáreti Jézus-szentély |
| 2008 |                                                                        |
| Kulturális (II)(IV) |                                                                        |
| Védett terület: 46,95 ha, puffer zóna: 47,03 ha, hivatkozás: 1274 |                                                                        |
| San Miguel de Allende városát a 16. században alapította Juan de San Miguel ferences szerzetes és saját magáról nevezte el. A település később komoly szerepet játszott a mexikói függetlenségi harcokban. Itt született Ignacio Allende az ország egyik nemzeti hőse, az ő tiszteletére változtatták meg 1826-ban a város nevét San Miguel de Allendére. A település hamar fontos kereskedelmi központtá vált, egyike volt a terület belsejébe vezető úgynevezett ezüstút állomásainak. A 16. és a 18. század között nagy befolyású kulturális központ is volt, ebből a korból származnak barokk és neoklasszikus stílusú templomai, és más épületei. A településen egymás mellett éltek a spanyolok, a kreolok és a bennszülött indiánok és jelentős kulturális olvasztótégelynek számított. A várostól 14 kilométerre fekszik Názáreti Jézus 18. századi zarándoktemploma a kor latin-amerikai barokk építészetének kiemelkedő alkotása, amit Új-Spanyolország egyik legszebb barokk épületének tartanak. Belső díszítése, festményei és falfestményei (Rodriguez Juárez és Antonio Martinez de Pocasangre alkotásai) jelentős művészi értéket képviselnek. |                                                                        |

| | Camino Real de Tierra Adentro |
| 2010 |                               |
| Kulturális (II)(IV) |                               |
| Védett terület: 3 101,91 ha, puffer zóna: 268 057,2 ha, hivatkozás: 1351 |                               |
| A Camino Real de Tierra Adentro (Királyi belföldi út) egy kereskedelmi útvonal volt Mexikóváros és Santa Fe között. Az Ezüstútnak is nevezett útvonal tette lehetővé, hogy a gyarmat erőforrásait maximálisan kihasználják. A 2 600 kilométer hosszú útvonalból a világörökségi védelem alá vont terület ötvenöt részből áll, vannak köztük kápolnák, haciendák, hidak, kórházak, temetők és városok amelyek már saját jogukon is a világörökséghez tartoznak. Ezek az útvonal egy ezernégyszáz kilométeres részén szétszóródva fekszenek. Az Ezüstúton, ahogy neve is mutatja főleg ezüstöt szállítottak Zacatecas, Guanajuato és San Luis Potosí bányáiból. A másik fontos itt szállított árucikk az Egyesült államokból importált higany volt. Az útvonalat a 16. század közepétől a 19. századig használták. Bár áruszállítás miatt, a bányaipar igényeinek kielégítésére alakították ki fontos összekötő szerepe volt a spanyol hódítók és bennszülött indián kultúrák között és kedvező hatása volt a társadalmi, kulturális, és vallási kapcsolatokra. Az úton az ezüst egészen az Egyesült Államokig eljutott, a világörökségi helyszín csak a két ország határáig tart. |                               |

| | Yagul és Mitla őskori barlangjai Oaxaca központi völgyében |
| 2010 |                                                            |
| Kulturális (III) |                                                            |
| Védett terület: 1 515,7 ha, puffer zóna: 3 859,74 ha, hivatkozás: 1352 |                                                            |
| Az Oaxaca állam középső részén fekvő régészeti lelőhely több, összesen 147 őskori barlangból és sziklaüregből, valamint két a spanyol hódítás korából származó ásatási területből áll. Szisztematikus feltárásuk 1970-ben kezdődött. Itt tárták fel a növényházasítás legkorábbi ismert nyomait a kontinensen, a növényi maradványok (tökfélék) körülbelül tízezer évesek. Ezen kívül kukoricacső töredékeket is találtak. A korábban vadászó-gyűjtögető népcsoportok ebben az időben kezdtek letelepedni és áttérni az élelemtermelő életmódra. A korai földművelésre utalnak kőszerszámok maradványai is. Egyes barlangokat sziklarajokkal díszítették. A barlangoktól nem messze előkerült egy i. e. 5000 körülre datálható szertartási hely, egyike Közép-Amerika legkorábbi mesterségesen létrehozott terei közül. Később, i. e. 500 körül zapotékok telepedtek le a területen, ebből a korból származnak Yagul és Mitla városközpontjai piramisokkal, palotákkal és labdajátékra kialakított tereivel. Kapcsolatban álltak és cserekereskedelmet folytattak tőlük délre fekvő maja központokkal. |                                                            |

| | El Pinacate és Altar-sivatag Bioszféra-rezervátum |
| 2013 |                                                   |
| Természeti (VII)(VIII)(X) |                                                   |
| Védett terület: 714 566 ha, puffer zóna: 354 871,34 ha, hivatkozás: 1410 |                                                   |
| A nagy és viszonylag érintetlen 714 566 hektáros helyszín a Sonora-sivataghoz tartozó két elkülönülő részből áll. Keleten egy 200 000 hektáros kialudt vulkanikus terület a Pinacate, kiterjedt fekete és vörös lávafolyásokkal, lávacsövekkel, több száz kisebb vulkáni kúppal és egy pajzsvulkánnal, nyugaton az Altar-sivatag folyamatosan változó homokdűnéivel, amelyek magassága 200 méter is lehet. A kiterjedt dűnés terület Észak-Amerika legnagyobb és legaktívabb ilyen jellegű sivataga, egyes dűnék hosszúsága elérheti a 48 kilométert is. A vonal, csillag vagy kupola alakú dűnék éles ellentétben állnak az esetenként 650 méter magas gránitsziklákkal. A helyszínen tíz nagyméretű, mély és csaknem szabályos kör alakú kialudt kráter is látható. Valószínűleg úgynevezett Maar típusú vulkánok lehettek és egyetlen robbanással alakulhattak ki, amelyet egy beomlás követett. A változatos táj változatos életközösségek kifejlődését tette lehetővé. A szubtrópusi sivatagi ökoszisztémában 540 edényes növényfajt, 44 emlősfajt, több mint 200 madárfajt, több mint 40 hüllőfajt és két endemikus édesvízi halfajt azonosítottak. Egyik endemikus növényfaja csak a pajzsvulkán egy viszonylag kis területén él. |                                                   |

| | Tembleque atya vízvezetéke |
| 2015 |                            |
| Kulturális (I)(II)(IV) |                            |
| Védett terület: 6 540 ha, puffer zóna: 34 820 ha, hivatkozás: 1463 |                            |
| A Francisco de Templeque ferences rendi szerzetesről elnevezett vízvezetékrendszert 1555 és 1572 között építették az ország középső részén, México és Hidalgo államok határán. A 48 kilométer hosszú vízvezetéket ferences rendi szerzetesek építették a helyi indián lakosság segítségével. Formája az ókori római vízvezetékeket veszi alapul, de megjelennek rajta a helyi építészeti jellegzetességek is, például a vályogtégla használata. Legmagasabb pontja 33,84 méter, (a római időktől a 16. századig nem építettek ennél magasabb vízvezeték ívet), leglátványosabb részén egymás mellett 68, összesen 137 ív látható. A vízelosztó rendszerhez ezen kívül vízgyűjtők, források, elsődleges és másodlagos fontosságú vízelvezető csatornák és elosztó tartályok tartoznak. A vízvezeték jelenleg is olyan jó állapotban van, hogy egy ágát napjainkban is használják. |                            |

| | Revillagigedo-szigetek |
| 2016 |                        |
| Természeti (VII)(IX)(X) |                        |
| Védett terület: 636 685,37 ha, puffer zóna: 14 186 420,2 ha, hivatkozás: 1510 |                        |
| Az összesen 637 000 hektáros helyszín a Csendes-óceán keleti részén, a Kaliforniai-félszigettől körülbelül 400 kilométerre elhelyezkedő négy távoli szigetből és a körülöttük lévő, a partoktól 12 tengeri mérföldig védett övezetté nyilvánított vízfelületből áll. A terület egy víz alatti vulkanikus hegylánchoz tartozik, ahol a szigetek a vízszint fölé emelkedő hegycsúcsok. A vízmélység vulkanikus eredetüknek köszönhetően már a parttól 10-12 kilométerre a elérheti a 3,7 kilométert is. A szigetek két kisméretű haditengerészeti bázist leszámítva lakatlanok. Viszonylagos elszigeteltségük miatt jellegzetes növény és állatvilág alakult ki rajtuk, jelentős számú endemikus élőlénnyel. A szigetcsoport négy fontos teknősfaja a kérgesteknős, az olajzöld fattyúteknős, a közönséges cserepesteknős és a közönséges levesteknős, a hüllők közül emellett megemlítendő még a Masticophis anthonyi nevű kígyó és az Urosaurus auriculatus nevű gyík, a madarak közül legfontosabbak a clarión-szigeti sirató gerle, az üregi bagoly, a clarión-szigeti holló, a Sula dactylatra californica nevű álarcosszula-alfaj, a Fregata minor palmerstoni nevű fregattmadárféle, a socorrói rőtfarkú ölyv, a szigeti gezerigó, a tündérbaglyocska graysoni nevű alfaja, a Socorro-aratinga, a socorrói ökörszem és a vadon már kihalt socorrói gerle. A környező vizekben gyakoriak a nagyméretű nyílt vízi fajok, bálnák, cápák, delfinek és ráják. |                        |

| | Tehuacán-Cuicatlán-völgy |
| 2018 |                          |
| Vegyes (IV)(X) |                          |
| Védett terület: 145 255,2 ha, puffer zóna: 344 931,68 ha, hivatkozás: 1534 |                          |
| Mexikó középpontjától délre, nagyrészt a Vulkáni-kereszthegységben található, közigazgatásilag Puebla és Oaxaca államok 50 községéhez tartozik. A viszonylag száraz éghajlatú vidék jellegzetességei a hatalmas oszlopkaktuszerdők, emellett a terület mintegy 38%-át alacsony lombhullató erdők borítják. Kulturális jelentőségét az adja, hogy egyrészt mintegy 14 000 évre visszamenőleg kimutathatók itt az emberi élet nyomai, másrészt a ma itt élő nyolc indián népcsoport (navatlok, popolokák, kvikatékok, mixtékek, ixkatékok, maszatékok, csocsoltékok és csinantékok) köreiben megfigyelhető többek között a kukorica, a disznóparéj, a csilipaprika és az avokádó háziasítási folyamata, valamint azok az egyéb módszerek (öntözés, kaktuszfeldolgozás), amelyek segítségével ezek az emberek hosszú időn át képesek voltak és képesek együtt élni a természettel. |                          |

## Elhelyezkedésük
| Sian Ka’an Palenque Mexikóváros El Tajín Sierra de San Francisco Querétaro körzet Mariposa rezervátum Tehuacán-Cuicatlán-völgy | Teotihuacan Chichén Itzá Popocatépetl Hospicio Cabañas Paquimé Ferences missziók Camino Real de Tierra Adentro Yagul és Mitla Vízvezeték |
| Oaxaca és Monte Albán Puebla Morelia Xochicalco Campeche Kaliforniai-öböl Tequila Altar-sivatag Revillagigedo-szigetek         | Guanajuato El Vizcaíno Zacatecas Uxmal Tlacotalpan Calakmul Luis Barragán-ház Mexikói Autonóm Nemzeti Egyetem San Miguel de Allende      |

## Javasolt helyszínek
| Név                                                                                  | Kép | Típus      | Kritérium                        | Év   | Hiv. |
| ------------------------------------------------------------------------------------ | --- | ---------- | -------------------------------- | ---- | ---- |
| Puebla egyetemi városnegyede, (a Puebla történelmi központja helyszín kiterjesztése) |     | kulturális | II, IV, VI                       | 2024 |      |
| Patzcuaro                                                                            |     | kulturális | II, IV, VI                       | 2023 |      |
| San Juan de Ulua                                                                     |     | kulturális | II, VI                           | 2022 |      |
| A Chicxulub-kráter cenotéi                                                           |     | természeti | VIII                             | 2012 |      |
| Las Labradas régészeti helyszín                                                      |     | kulturális | III, IV, V                       | 2012 |      |
| El Arco del Tiempo (sziklaív a Venta folyó felett))                                  |     | vegyes     | III, VII, VIII, X                | 2010 |      |
| Las Pozas, Xilitla                                                                   |     | kulturális | I, III                           | 2009 |      |
| Izamal történelmi városa                                                             |     | kulturális | III, IV, VI                      | 2008 |      |
| Los Petenes-Ría Celestún ökorégió                                                    |     | természeti | IX, X                            | 2008 |      |
| Cuetzalan                                                                            |     | vegyes     | III, IV, V, VIII, IX             | 2006 |      |
| Valle de los Cirios                                                                  |     | természeti | -                                | 2004 |      |
| Cuatrociénegas természetvédelmi terület                                              |     | természeti | -                                | 2004 |      |
| Cosalá történelmi városa                                                             |     | kulturális | II, IV                           | 2004 |      |
| Huichol út (Tatehuari Huajuye)                                                       |     | vegyes     | -                                | 2004 |      |
| Lacan-Tún – Usumacinta régió                                                         |     | vegyes     | -                                | 2004 |      |
| Banco Chinchorro bioszféra rezervátum                                                |     | vegyes     | I, II, III, IV, VII, VIII, IX, X | 2004 |      |
| Tecoaque                                                                             |     | kulturális | II, III, IV                      | 2004 |      |
| Chapultepec erdő, domb és kastély                                                    |     | kulturális | I, III, IV, VI                   | 2001 |      |
| Alamos történelmi városa                                                             |     | kulturális | IV, VI                           | 2001 |      |
| Santa Prisca-templom és környezete                                                   |     | kulturális | I, IV, VI                        | 2001 |      |
| Cantona prehispán városa                                                             |     | kulturális | III, IV                          | 2001 |      |
| La Quemada nagy városa (régészeti helyszín)                                          |     | kulturális | I, IV                            | 2001 |      |
| San Sebastián del Oeste történelmi városa                                            |     | vegyes     | III, IV, V, IX, X                | 2001 |      |
| Frida Kahlo Múzeum                                                                   |     | kulturális | I, IV, VI                        | 2001 |      |